# Cézan
Cézan är en kommun i departementet Gers i regionen Occitanien i sydvästra Frankrike. Kommunen ligger i kantonen Fleurance som tillhör arrondissementet Condom. År 2022 hade Cézan 203 invånare.

## Befolkningsutveckling
Antalet invånare i kommunen Cézan
Referens:INSEE